# Weisenbach
Weisenbach est une commune de Bade-Wurtemberg (Allemagne), située dans l'arrondissement de Rastatt, dans l'aire urbaine Mittlerer Oberrhein, dans le district de Karlsruhe.